# Бластаар
Бластаар (англ. Blastaar), также известный как Живая Бомба (англ. Living Bomb-Burst) и Бласстаар (англ. Blasstaar) — вымышленный суперзлодей американских комиксов издательства Marvel Comics. Бластаар является врагом Фантастической четвёрки и обитает в Негативной Зоне. Также он нередко выступает в качестве противника Аннигилуса, другого антагониста Фантастической четвёрки.
На протяжении многих лет с момента его первого появления в комиксах персонаж появлялся в других медиа продуктах, включая мультсериалы и видеоигры.

## История публикаций
Бластаар был создан сценаристом Стэном Ли и художником Джеком Кирби, дебютировав в Fantastic Four #62 (Май 1967).

## Биография
Бластаар — представитель расы балуррианцев, обитающих в Негативной зоне. Он правил ими в течение многих лет в качестве жестокого лидера, пока они, наконец, не восстали и не свергли его, а затем запечатали в защитном костюме и выбросили в открытый космос. Когда Нелюдь Тритон отправился в Негативную Зону, чтобы спасти Мистера Фантастика, Радиационный пояс вокруг Земли возродил Бластаара, и он последовал за дуэтом через портал в Здание Бакстера. Там он столкнулся с Песочным человеком и присоединился к нему в попытке захватить Землю, но Фантастическая четвёрка и Кристалл победили Бластаара и использовали одно из изобретений Рида, чтобы нейтрализовать его силы, что позволило им вернуть диктатора в Негативную Зону.
С тех пор Бластаар пытался вернуться на Землю и завоевать её, но неоднократно терпел поражение как от Фантастической четвёрки, так и от Мстителей. Во время приключений в Негативной Зоне Фантастическая четвёрка много раз сталкивалась с Бластааром. Также Бластаар вернул себе трон Балуура, а затем начал завоевание Негативной Зоны, которое осложнялось вмешательством его заклятого врага Аннигилуса.
Бластаар объединился с Космическими Рыцарями Галадора, которые тайно сражались с Аннигилусом и его насекомо-подобными солдатами, известными как Волна Аннигиляции. Бластаар и Космические Рыцари присоединились к Нове и Объединённому фронту на планете Крии Кантикус Прайм, где они смогли победить силы Аннигилуса.
Позже Бластаар появился на Родной планете Крии Хала, где он возглавил батальон Крии против техно-органических захватчиков, известных как Фаланга.  

## Силы и способности
Бластаар обладает сверхчеловеческой силой и выносливостью, невероятной прочностью и устойчивостью к травмам. Обычное оружие и даже баллистические ракеты не смогли нанести ему какой-либо урон. Его сверхчеловеческое телосложение может выдерживать экстремальные перепады температуры и давления. Он практически не испытывает усталость и может прожить без пищи несколько недель, а также выжить в космическом вакууме, введя себя в состояние гибернации.
Он способен летать с космической скоростью. Бластаар в состоянии стрелять из рук снарядами кинетической энергии. С помощью той же ударной силы он может передвигаться по воздуху словно ракета, и поддерживать эту тягу почти бесконечно. Его энергетические взрывы могут на время нарушить молекулярную целостность Вечных.
Также Бластаар хорошо обучен искусству ведения боя и имеет доступ к передовым технологиям из своего родного мира, таким как космические корабли и мощное плазменное оружие. Чаще всего он использует собственные силы без аугментации.

## Вне комиксов

### Телевидение
- Фрэнк Герстл озвучил Бластаара в мультсериале «Фантастическая четвёрка» 1967 года[14].
- В мультсериале «Фантастическая четвёрка» 1978 года Бластаара озвучил Тед Кэссиди[14].
- Бластаар появляется в качестве камео в эпизоде «Атака Арахноида» мультсериала «Человек-паук и его удивительные друзья» 1981 года.
- В эпизоде «Остерегайтесь Негативной Зоны» мультсериала «Фантастическая четвёрка» 1994 года Бластаара озвучил Рон Фридман[14].
- Джеймс Арнольд Тэйлор озвучил Бластаара в мультсериале «Халк и агенты У.Д.А.Р.» 2013 года[14].
- Тэйлор вновь озвучил Бластаара в мультсериале «Великий Человек-паук» 2012 года в эпизоде «Битва Чемпионов: Часть 2»[14]. Грандмастер выставляет его и Имира против Человека-паука, Капитана Америки, Красного Халка и Железного Кулака в игре «Захват флага» после того, как Песочный человек потерпел поражение от руки Красного Халка. Во время боя в доках, где находится «Флаг», Бластаар помогает Имиру вывести Красного Халка из игры только для того, но затем сам проигрывает Железному Кулаку.

### Видеоигры
Бластаар появляется в игре Fantastic Four 2005 года, где его озвучил Боб Джоулс. Он попытался завоевать Землю до начала основных событий, но был помещён в тюрьму. Бластаар сбегает во время сбоя питания в тюрьме, но впоследствии терпит поражение от Мистера Фантастика и Существа.

### Товары
- В 2014 году Hasbro выпустила набор Marvel Legends Infinite 6-дюймовыми фигуроками, одной из которых был Бластаар[15].
- В 2020 году WizKids выпустила бустер Marvel HeroClix: Fantastic Four для HeroClix, в состав в которого вошли пять фигурок, одной из которых был Бластаар[16].

## Коллекционные издания
| Название                                          | Материал                                                                                                  | Дата публикации | ISBN                |
| ------------------------------------------------- | --- | --------------- | ------------------- |
| Avengers: The Initiative, Dreams and Nightmares   | Avengers: The Initiative #26-30                                                                           | 6 октября 2010  | ISBN 978-0785139058 |
| X-Men/Steve Rogers: Escape from the Negative Zone | Uncanny X-Men Annual (2006) #3, Steve Rogers: Super Soldier Annual #1 и Namor: The First Mutant Annual #1 | 3 августа 2011  | ISBN 978-0785155607 |

## Критика
Comic Book Resources поместил Бластаара на 20-е место среди «25 самых могущественных космических персонажей Marvel» и на 9-е место среди «10 самых жалких врагов Фантастической четвёрки». Screen Rant включил его в список «10 лучших врагов Новы в комиксах».